# Classe George Washington
La classe George Washington è una classe di sottomarini nucleari lanciamissili statunitensi.

## Progetto
La nave era fondamentalmente un battello della classe Skipjack allungato di 30 m per ospitare 16 missili balistici Polaris. La capoclasse e la seconda unità vennero ricavate per conversione di battelli di classe Skipjack in costruzione o già programmati; il primo, lo USS Scorpion (SSN-589), del quale era stata posata la chiglia, venne tagliato in due ed inserita una sezione per i pozzi dei missili, mentre il secondo, USS Sculpin (SSN-590), venne costruito secondo il progetto modificato. Anche i successivi vennero costruiti secondo il progetto modificato. Allo USS Scorpion, in seguito tragicamente affondato, venne assegnato un nuovo scalo e su di esso vennero applicate le placche asportare al George Washington, tranne una.

## Navi
I battelli della classe George Washington:
| Nome               | Costruttore                                             | Impostato        | Varato            | In servizio       | Destino                                                              |
| ------------------ | ------------------------------------------------------- | ---------------- | ----------------- | ----------------- | -------------------------------------------------------------------- |
| George Washington  | General Dynamics Electric Boat, Groton, Connecticut     | 1º novembre 1958 | 9 giugno 1959     | 30 dicembre 1959  | Eliminato tramite Ship-Submarine Recycling Program a Bremerton, 1998 |
| Patrick Henry      | General Dynamics Electric Boat, Groton                  | 27 maggio 1958   | 22 settembre 1959 | 11 aprile 1960    | Eliminato tramite Ship-Submarine Recycling Program a Bremerton, 1997 |
| Theodore Roosevelt | Mare Island Naval Shipyard, Vallejo                     | 20 maggio 1958   | 3 ottobre 1959    | 13 febbraio 1961  | Eliminato tramite Ship-Submarine Recycling Program a Bremerton, 1995 |
| Robert E. Lee      | Newport News Shipbuilding and Drydock Co., Newport News | 25 agosto 1958   | 18 dicembre 1959  | 15 settembre 1960 | Eliminato tramite Ship-Submarine Recycling Program a Bremerton, 1991 |
| Abraham Lincoln    | Newport News Shipbuilding and Drydock Co., Newport News | 25 agosto 1958   | 18 dicembre 1959  | 15 settembre 1960 | Eliminato tramite Ship-Submarine Recycling Program a Bremerton, 1991 |

## Operatività
Le navi effettuarono i loro pattugliamenti di deterrenza in Atlantico e Pacifico, alternando due equipaggi denominati Blu e Oro in modo da allungare il tempo effettivo di permanenza in mare, rimanendo in porto solo il tempo necessario a caricare le provviste, o quando erano in raddobbo. All'inizio degli anni ottanta tre battelli, SSBN-598 George Washington, SSBN-599 Patrick Henry e SSBN-601 Robert E Lee, vennero privati dei missili e trasformati in sottomarini d'attacco per rispettare il trattato SALT II in modo da lasciare posto ai nuovi battelli della classe Ohio.